# Habub

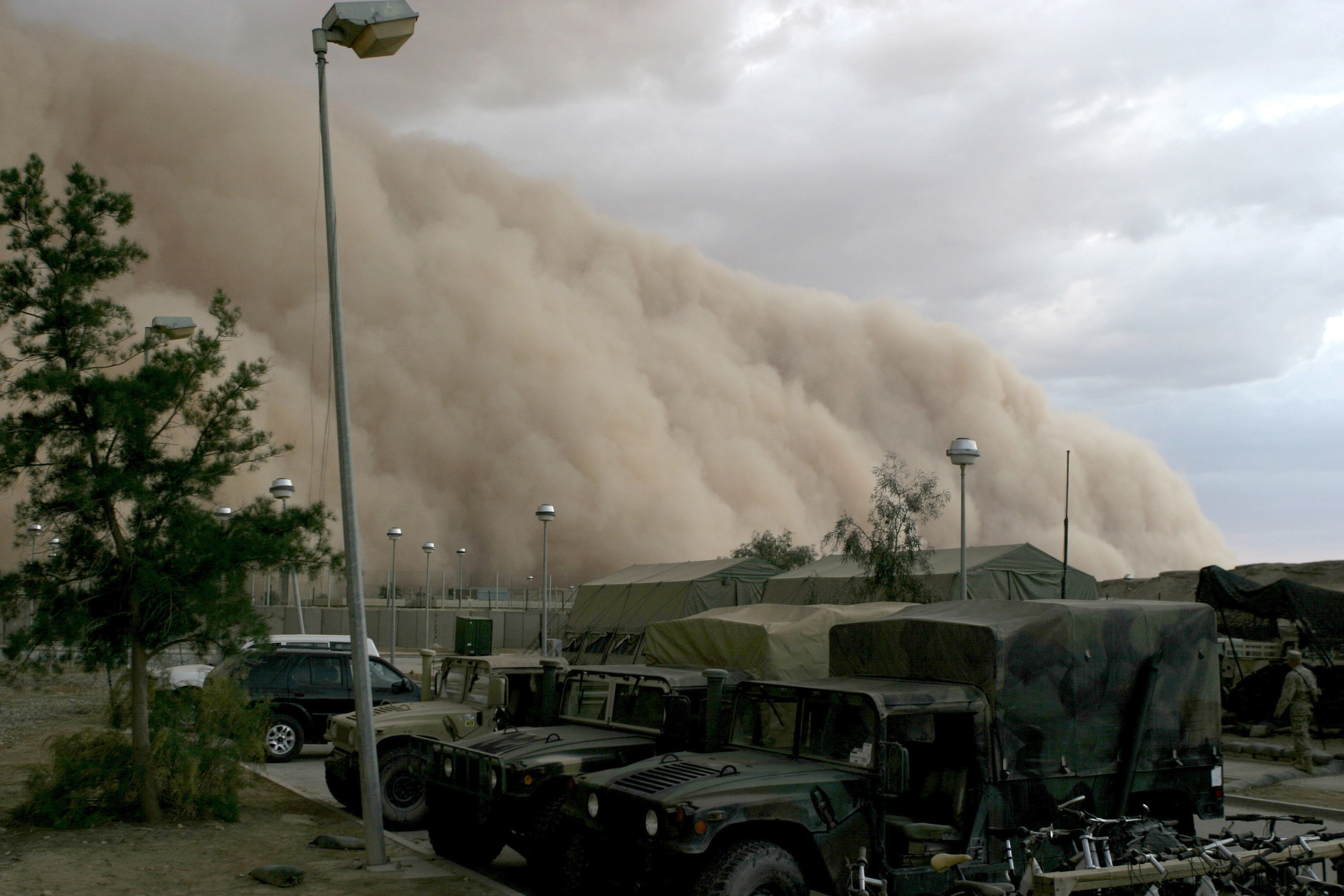
Habub in al-Asad, Irak

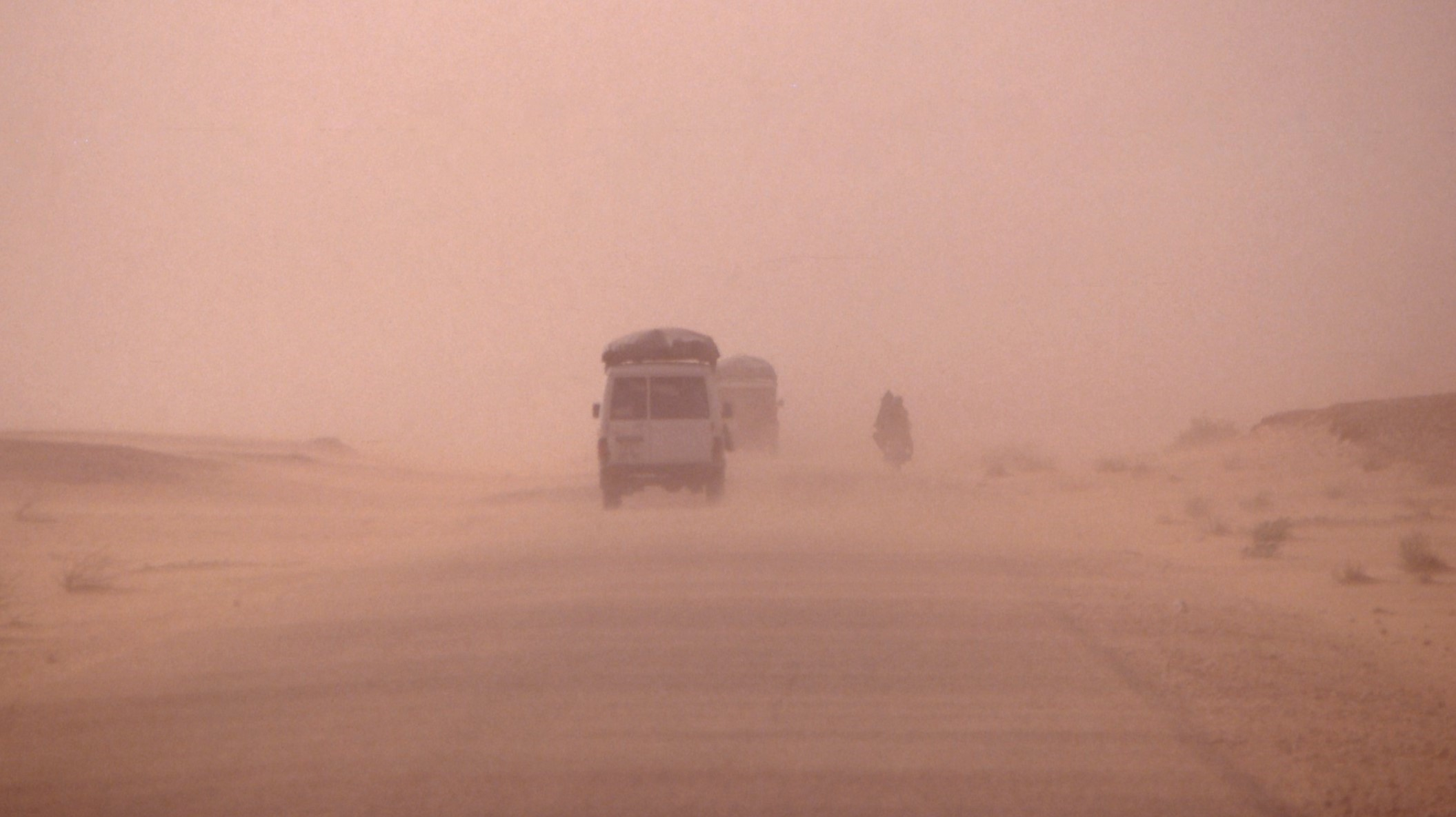
Sandsturm in Niger

Der Habub (arabisch هبوب Habūb, deutsch starker Wind, Alternativschreibweise Haboob) ist ein Sandsturm, der Geschwindigkeiten bis zu 80 Kilometern in der Stunde erreichen und den Sand auf Höhen von bis zu 900 Meter aufwirbeln kann. Habubs kommen in den Monaten Mai bis September in der Sahara-Region vor, sind jedoch nicht an diese Region gebunden bzw. kommen auch in anderen Wüsten vor, bspw. in den Trockenregionen und Präriegebieten von Texas, New Mexico und Arizona.
Der Sandsturm entsteht, wenn der feuchte Monsunwind auf trockene Luftschichten stößt und hält etwa drei Stunden an. In seiner Endphase wird er von Gewittern begleitet. Abwinde der Gewitterfront wirbeln gewaltige Mengen an Staub auf, wodurch das Aussehen der Wüstenlandschaft stark verändert wird.
In der Sahara gibt es zwei Typen von Habubs:
- Im Süden einen starken und heißen, der einen richtigen Sandsturm verursacht.
- Im Norden ist der Habub kälter und bewegt weniger Sand als der südliche.